# Cypr na Letnich Igrzyskach Olimpijskich 1988
Cypr na Letnich Igrzyskach Olimpijskich 1988 w Seulu reprezentowało 9 zawodników: 7 mężczyzn i 2 kobiety. Najmłodszym olimpijczykiem był żeglarz Christos Christoforu (16 lat 325 dni), a najstarszym strzelec Michalakis Timwios (39 lat 284 dni).
Był to trzeci start reprezentacji Cypru na letnich igrzyskach olimpijskich.

## Judo
Mężczyźni
- Michalakis Skurumunis – waga ekstra-lekka (20. miejsce)
- Ilias Joanu – waga pół lekka (20. miejsce)

## Lekkoatletyka
Kobiety
- Andri Awraam – bieg na 3000 metrów (odpadła w eliminacjach), bieg na 10000 metrów (odpadła w eliminacjach)
- Marula Lambru-Teloni – skok w dal (21. miejsce)

Mężczyźni
- Spiros Spiru – bieg na 800 metrów (odpadł w eliminacjach), bieg na 1500 metrów (odpadł w eliminacjach)
- Marios Chadziandreu – trójskok (21. miejsce)

## Strzelectwo
Mężczyźni
- Michalakis Timwios – skeet (20. miejsce)

## Żeglarstwo
Mężczyźni
- Christos Christoforu, Andreas Karapatakis – jacht dwuosobowy (28. miejsce)